# 산타바바라 (TV 시리즈)
《산타바바라》(Santa Barbara)는 1984년 7월 30일부터 1993년 1월 15일까지 NBC에서 방영된 미국의 TV 연속극이다. TV 연속극 산타바바라는 캘리포니아주의 산타바바라의 부유한 캡웰 가족의 다사다난한 삶을 중심으로 전개된다. 극에 등장한 다른 저명한 가문들에는 라이벌 가문인 록리지가문과 겸손함을 갖춘 안드라데와 퍼킨스 가문이 있다.
이 TV 연속극은 돕슨 프로덕션(Dobson Production)과 New World Television에 의해 제작되었으며, 이는 국제시장에서 배급사로도 활동했다. 산타바바라는 New World Televison의 첫 번째 시리즈이다.
산타바바라는 미국 동부 표준시로 오후 3시에 NBC에서 ABC의 General Hospital과 CBS의 Guiding Light와 같은 시간대에 방영되었으며, 이는 Another World의 후속작이다. 산타바바라는 전 세계 40개국 이상에서 방영되었으며, 러시아에서는1992년부터 2002년까지 방영하며 가장 오래 방영된 TV 연속극이 되었다.

## 음악
조 하르넬(Joe Harnell)은 이 티비 쇼의 주제곡을 작곡했다. 얼마 지나지 않아, 이 쇼의 작곡가인 도미닉 메싱어(Dominic Messinger)가 음악 감독을 겸임했다. 이 쇼의 음악은 현대적인 스타일로 구성되었으며, 기존 연속극에서 녹음된 음악을 장면에 맞춰 사용하는 일반적인 방식과 달리, 각 캐릭터와 로맨틱한 커플을 위해 특별히 작곡된 인기 음악 테마와 기억에 남는 오리지널 팝송이 포함되었다.
첫 번째 에피소드부터 이 쇼는 조 퍼킨스(Joe Perkins)와 켈리 캡웰(Kelly Capwell)의 러브 테마로 피보 브라이슨(Peabo Bryson)의 "If Ever You're in My Arms Again"을 사용했다.

### Cruz and Eden and Adriana
- All My Life – State of The Heart[13][14][15]
- Nothing Can Take Me Away From You[13][15]
- The Change in Me is You – James Dunne[13][15]
- A Little Bit of Heaven (Turn Out The Lights) by Natalie Cole[13][15]
- If I Believed – Patti Austin[13][15]
- Take This Love – Sergio Mendes[13][15]
- Amazing Grace – Judy Collins[13][15]
- Smooth Love – Metropolis[13][15]

### Michael and Julia
- Under the Gun (The Sisters of Mercy song)|Two Worlds Apart – Billie Hughes[13][15]
- Turn It All Around[13][15][7][16]
- Nothing In Common[13][15]

### Mason and Julia
- Never Thought (That I Could Love)|Never Thought That I Could Love – Dan Hill[13][15]

### 1990-1991 Robert Barr and Kelly Capwell and Craig Hunt
- Welcome to the Edge – Billie Hughes[17][18][19]